# Mezinárodní horolezecká federace
Mezinárodní horolezecká federace (UIAA, z francouzského Union Internationale des Associations d'Alpinisme, anglicky International Climbing and Mountaineering Federation) je mezinárodní organizace sdružující horolezecké svazy jednotlivých zemí. Horolezec, který je členem některé z národních organizací, je zároveň členem UIAA. V Česku je jejím členem Český horolezecký svaz (ČHS) a Český spolek horských průvodců (ČSHP). Nicméně velké množství českých horolezců preferuje členství v Alpenvereinu („alpský spolek“, německý (DAV) a rakouský (OeAV) ekvivalent ČHS). DAV a OeAV vystoupily z UIAA v roce 2008 a opět do něj vstoupily v roce 2013. DAV jako samostatná organizace a OeAV jako člen VAVOe (Verband Alpiner Vereine Österreichs).
Organizace UIAA vydává bezpečnostní normy, které by měl splňovat horolezecký materiál. Podle této organizace se protisměrný uzel nazývá také „uzel UIAA“, neboť se jedná o uzel doporučený UIAA ke spojení dvou protiběžných konců lan (např. konce smyčky při provazování pískovcových hodin). V Německu  se tomuto uzlu, pro jeho nebezpečnost, říká též Todesknoten.
Dále existuje stupnice obtížnosti horolezeckých výstupů nazývaná stupnice UIAA pro volné lezení, kde je obtížnost výstupu označena (obvykle arabským) číslem, v případě potřeby ještě doplněna o jemnější rozlišení pomocí symbolů „+“ (trochu těžší) a „−“ (trochu lehčí). Například stupeň „4+“ je trochu těžší než „4“, ale stále ještě trochu lehčí než „5−“. Dále existuje ještě stupnice UIAA pro tzv. technické lezení, kdy lezec používá pomůcky nejen k jištění, ale i k vlastnímu postupu po feratě. Tato stupnice je značena písmenem „A“ doplněným číslem udávajícím obtížnost použití pomůcky, případně nebezpečí při jejím selhání. Například „A0“ představuje přidržení se skoby místo skalního chytu, zatímco „A4“ může znamenat postup po žebříčku velmi nejistě zavěšeném na háčku za nepatrnou skalní hranu a případně velmi dlouhý pád v případě selhání háčku.

## Organizace závodů
(závody v ledolezení na obtížnost a rychlost)
- Mistrovství světa v ledolezení
- Světový pohár v ledolezení
- Mistrovství Evropy, Asie a Severní Ameriky v ledolezení
- Mistrovství světa juniorů v ledolezení

* organizace závodů ve sportovním lezení viz Mezinárodní federace sportovního lezení (IFSC), která se osamostatnila v roce 2007